# Télécabine du Prorel
Prorel Cable Car (på fransk: Telecabine du Prorel) er en svævebane ved Briançon i regionen Provence-Alpes-Côte d'Azur i Frankrig. Byen er den højest beliggende købstad i Frankrig.
Under betegnelsen 'Serre Chevalier 1200' er Briancon i vinterperioden, takket være Prorel-svævebanen, berømmet som et alpint vintersportsområde, der rummer mange overnatningsmuligheder for skituristerne i hele Serre Chevalier-området.

## Banens etablering
Bygningen af Prorel Cable Car startede i 1988 og banen blev indviet i 1990. Den forbinder byen Briançon med bjerget Prorel, som er en del af det store skiområde Serre Chevalier i de franske Alper. Banen blev konstrueret og bygget af det franske svævebane/kabelbanekonstruktionskompagni POMA.

I sommermånederne giver en tur i svævebanen adgang til et stort naturområde, velegnet for vandreture eller mountainbikes.

## Stationerne

### Dalstationen
Den nederste af de to svævebanestationer (dalstationen) ligger i den vestlige udkant af Briançon med adgang fra gaden Avenue René Froger. Der er billetkontor i umiddelbar tilknytning til stationen, hvor der ligeledes findes toiletfaciliteter. Der er rigeligt med parkeringsmuligheder i nærheden.

### Topstationen
Ved den øverste svævebanestation (topstationen) findes ingen særlige faciliteter. Stationen ligger midt i naturen med adgang til et veludviklet stisystem (om sommeren) eller net af skiløjper (om vinteren).

## Chapelle Notre Dame des Neiges
Ti minutters gang fra topstationen ligger det lille kapel 'Chapelle Notre Dame des Neiges'. Kapellet ligger lige på kanten af bjergryggen og fra terrassen foran kapellet er en storslået udsigt over Briançon og de omkringliggende bjerge i Frankrig og Italien.

## Tekniske data
Prorel Cable Car har følgende tekniske specifikationer:
- Højde på dalstationen: 1.200 m.o.h.
- Højde på topstationen: 1.615 m.o.h.
- Vertikal stigning: 415 meter
- Banens længde: 1,217 meter
- Gennemsnitlig stigning: 39%
- Max. stigning: 75%
- Passagerer pr. kabine (gondol): 12 personer
- Max. kapacitet: 2.400 personer pr. time
- Drivkraft: Elektricitet
- Hastighed: 5 meter pr. sekund
- Konstruktør: POMA

## Links
- Svævebanen på Turistbureauets site
- Svævebanen på Lift-World
- Konstruktørens hjemmeside
- Konstruktøren (POMA) på Eng. Wikipedia

44°53′53.8″N 6°36′55.1″Ø / 44.898278°N 6.615306°Ø